# カルダム・サクスコブルクゴツキ
カルダム・サクスコブルクゴツキ（ブルガリア語: Кардам Сакскобургготски, ラテン文字転写: Kardam Sakskoburggotski, 1962年12月2日 - 2015年4月7日）は、旧ブルガリア王室の成員。ブルガリアの国法に基づいて立太子されたことはないが、儀礼上はしばしばブルガリア王太子として遇された。またブルガリア王族としてタルノヴォ公の儀礼称号を用いた。スペイン語名はカルダム・デ・サホニア＝コブルゴ＝ゴータ・イ・ゴメス＝アセボ（Kardam de Sajonia-Coburgo-Gotha y Gómez-Acebo）。

## 生涯
前ブルガリア国王シメオン2世とその妻マルガリータの長男としてマドリードで生まれた。名は第一次ブルガリア帝国のカン（皇帝）カルダムにちなんで付けられた。
リセ・フランセ・ド・マドリードに通った後にマサチューセッツ州のクラーク大学で哲学と国際経済学を専攻した。卒業後はペンシルベニア州立大学に進んで農業経済学を学び、修士号を取得した。
1989年、多国籍農工業企業「ファウンテンヘッドグループ」にブエノスアイレスで働き始め、バージニア州に移り住んでアグリビジネス企業「GICグループ」に勤務した。その後は長年にわたってスペインの通信会社「テレフォニカ・モビーレス・インテルコンティネンタル」で総合マーケティングディレクターとして働いていた。
1996年7月11日にミリアム・ウングリーア・イ・ロペスと結婚し、2男を儲けた。
- ボリス（英語版）（1997年 - ）
- ベルトラン（中国語版）（1999年 - ）

2008年8月15日、妻ミリアムと同乗中にマドリード近郊のエル・モラルで木に追突して転覆する自動車事故を引き起こした。重度の外傷性脳損傷、腕部や背骨の複雑骨折、昏睡状態などの重症に陥り、フアン・カルロス1世の計らいによりヘリコプターでマドリードのドセ・デ・オクトゥブレ病院に運ばれた。サンチナーロ大学病院に移された後、12月に退院してテオのカチェイラスにある自宅で療養を続けたが、2010年夏にマドリードに移った。
2015年4月7日、事故のせいで長年患っていた肺感染症が悪化してサンチナーロ大学病院で死去した。52歳没。遺体はマドリードのサン・イシドロ墓地に葬られた。
2024年4月6日、ブルガリアの首都ソフィアのヴラナ宮殿地下室に改葬された。